# Pierre de Courtois
Pour les articles homonymes, voir Courtois.
Pierre de Courtois, né le 28 novembre 1878 à Sault (Vaucluse) et mort le 29 novembre 1946 à Méru (Oise), est un homme politique français.

## Biographie
Fils d'un médecin militaire, Pierre Antoine de Courtois fait ses études de droit à Paris et s'inscrit au barreau de la capitale. Il entre en politique en 1910 en se faisant élire conseiller général des Basses-Alpes. Il devient président du conseil général entre 1919 et 1920.
En 1919, il se présente aux élections législatives. Mais la Liste d'action républicaine de défense agricole et de réformes sociales sur laquelle il figure en seconde position n'obtient qu'un seul élu. Il doit finalement attendre 1930 pour entrer au Parlement, en qualité de sénateur des Basses-Alpes. Il rejoint le groupe de la Gauche démocratique.
Il appartient à la Société des félibres de Paris.
Il vote, le 10 juillet, en faveur de la remise des pleins pouvoirs au Maréchal Pétain. Il accepte ensuite de siéger au Conseil national de Vichy. Il abandonne ensuite la vie politique et se retire au Château de Boulaine, dans l'Oise où il décède en 1946.

## Pour approfondir